# Алямовский, Аркадий Дмитриевич
Алямовский Аркадий Дмитриевич (8 февраля 1924 года, Кадом, Рязанская губерния, РСФСР, СССР - 14 октября 2016, г. Нижний Новгород, Россия) — российский художник, график. Художник монументально-декоративного искусства. Член Союза художников России начиная с 1960 г.

## Биография
Родился 08 февраля 1924 г. в с. Кадом, Рязанской области (современный посёлок городского типа, административный центр Кадомского района Рязанской области). Первоначальное художественное образование приобрел в Ленинградском высшем художественно-промышленном училище имени В.Мухиной, в котором учился в период с 1948 по 1954 гг. Жил и работал в г. Горки.

## Творческая деятельность
Начиная с 1955 г. берет активное участие в выставках областного уровня. Активный экспонент зональных («Большая Волга» — 1964, 1967, 1970, 1980 гг.). Республиканских (г. Москва, 1955 г.), всесоюзных (г. Москва, 1965, 1975 гг.) и международных (1960 г.). Персональные выставки художника проводились в городе Нижний Новгород в 1980, 1999 и 2002 годах. Иллюстратор книг выходивших в Горьковском книжном издательстве. Получил премию от городского комитета города Н.Новгород за серию графических работ (2005 г.).